# Gizmo5
Gizmo5 (раніше Gizmo Project) — безкоштовне програмне забезпечення для VoIP, доступне для Microsoft Windows, GNU/Linux та Mac OS X. Аналогічний по можливостях Skype, але заснований на відкритому протоколі SIP, і має додаткові можливості, в Skype відсутні або пропоновані за додаткову плату.
Можливості Gizmo5:
- безкоштовна голосова пошта
- передача текстових повідомлень в режимі чату
- безкоштовні дзвінки усередині мережі користувачів Gizmo5
- одночасна реєстрація в мережу Gizmo5 і в інших мережах, наприклад на внутрішній SIP IP-PBX компанії.

Остання рекламна кампанія мережі Gizmo5 обіцяє «безкоштовні» дзвінки на звичайні телефонні номери в багатьох країнах, якщо номер зареєстрований в профілі іншого активного користувача мережі Gizmo5.
Модуль обміну текстовими повідомленнями використовує протокол XMPP.
- Підтримка спілкування з іншими XMPP мережами
- Підтримка загальних кімнат спілкування XMPP (наприклад conference.jabber.ru)